# Persone di nome Oleh
| Questa pagina contiene informazioni ricavate automaticamente dalle voci biografiche con l'ausilio del template Bio e di un bot. L'aggiornamento è periodico e automatico e ricostruisce completamente la pagina. Se manca una persona in questa lista, sei pregato di non aggiungerla, ma accertati piuttosto che la sua voce biografica contenga il template Bio e che i dati anagrafici siano correttamente compilati. Se il template Bio manca, inseriscilo tu stesso o, in alternativa, metti l'avviso {{tmp\|Bio}} che ne segnala la mancanza. Se i dati riportati sono sbagliati, correggi direttamente la voce biografica; le modifiche saranno visibili in questa lista entro pochi giorni. Per chiarimenti vedi il progetto antroponimi. La lista contiene solo le 53 persone che sono citate nell'enciclopedia e per le quali è stato implementato correttamente il template Bio. Pagina aggiornata al 16 ott 2024. |

Questa è una lista di persone presenti nell'enciclopedia che hanno il prenome Oleh, suddivise per attività principale.

## Allenatori di calcio(6)
- Oleh Bazylevyč, allenatore di calcio e calciatore sovietico (Kiev, n. 1938 - Kiev, † 2018)
- Oleh Holodjuk, allenatore di calcio e ex calciatore ucraino (Kuznecovs'k, n. 1988)
- Oleh Kuznjecov, allenatore di calcio e ex calciatore sovietico (Magdeburgo, n. 1963)
- Oleh Lužnyj, allenatore di calcio e ex calciatore ucraino (Leopoli, n. 1968)
- Oleh Protasov, allenatore di calcio e ex calciatore ucraino (Dnipropetrovs'k, n. 1964)
- Oleh Taran, allenatore di calcio e ex calciatore ucraino (Ordjonikidze, n. 1960)

## Allenatori di calcio a 5(2)
- Oleh Solodovnik, allenatore di calcio a 5 e ex giocatore di calcio a 5 ucraino (Dnipropetrovs'k, n. 1966)
- Oleh Zozulja, allenatore di calcio a 5 e ex giocatore di calcio a 5 ucraino (Kiev, n. 1965)

## Altisti(1)
- Oleh Doroshchuk, altista ucraino (Kropyvnyc'kyj, n. 2001)

## Architetti(1)
- Oleh Volosovskyj, architetto ucraino (Kiev, n. 1971)

## Attori(1)
- Oleh Yutgof, attore ucraino (Kiev, n. 1986)

## Biatleti(1)
- Oleh Berežnyj, biatleta ucraino (Sumy, n. 1984)

## Biochimici(1)
- Oleh Hornykiewicz, biochimico austriaco (Syców, n. 1926 - Vienna, † 2020)

## Calciatori(23)
- Oleh Barannik, calciatore ucraino (Semenivka, n. 1992)
- Oleh Bilyk, calciatore ucraino (Pidvoločys'k, n. 1998)
- Oleg Blochin, ex calciatore e allenatore di calcio sovietico (Kiev, n. 1952)
- Oleh Dančenko, ex calciatore ucraino (Zaporižžja, n. 1994)
- Oleh Dopilka, ex calciatore ucraino (Kiev, n. 1986)
- Oleh Fedor, calciatore ucraino (Leopoli, n. 2004)
- Oleh Horin, calciatore ucraino (n. 2000)
- Oleh Husjev, ex calciatore ucraino (Sumy, n. 1983)
- Oleh Il'ïn, calciatore ucraino (Odessa, n. 1997)
- Oleh Jaščuk, ex calciatore ucraino (Hrybova, n. 1977)
- Oleh Karamuška, ex calciatore ucraino (Kaniv, n. 1984)
- Oleh Kožuško, calciatore ucraino (Mykolaïv, n. 1998)
- Oleh Krasnop'orov, ex calciatore ucraino (Poltava, n. 1980)
- Oleh Kudryk, calciatore ucraino (Leopoli, n. 1996)
- Oleh Makarov, calciatore sovietico (Rubcovsk, n. 1929 - Kiev, † 1995)
- Oleh Matvjejev, ex calciatore ucraino (Rostov sul Don, n. 1970)
- Oleh Očeret'ko, calciatore ucraino (Makiïvka, n. 2003)
- Oleh Rodin, ex calciatore sovietico (Mosca, n. 1956)
- Oleh Šelajev, ex calciatore ucraino (Luhans'k, n. 1976)
- Oleh Syn'ohub, calciatore ucraino (Drabiv, n. 1989)
- Oleh Venhlyns'kyj, ex calciatore ucraino (Kiev, n. 1978)
- Oleh Veremijenko, calciatore ucraino (Leopoli, n. 1999)
- Oleh Vyšnevs'kyj, calciatore ucraino (Perečyn, n. 1995)

## Cestisti(1)
- Oleh Saltovec', ex cestista ucraino (Charkiv, n. 1977)

## Ginnasti(1)
- Oleh Vernjajev, ginnasta ucraino (Donec'k, n. 1993)

## Giocatori di calcio a 5(1)
- Oleh Bezuhlyj, ex giocatore di calcio a 5 ucraino (Odessa, n. 1969)

## Nuotatori(1)
- Oleh Lisohor, ex nuotatore ucraino (Brovary, n. 1979)

## Ostacolisti(1)
- Oleh Tverdochlib, ostacolista ucraino (n. 1969 - † 1995)

## Pallavolisti(1)
- Oleh Plotnyc'kyj, pallavolista ucraino (Vinnycja, n. 1997)

## Pattinatori di short track(1)
- Oleh Handej, pattinatore di short track ucraino (Kiev, n. 1999)

## Politici(3)
- Oleh Kalašnikov, politico ucraino (Rivne, n. 1962 - Kiev, † 2015)
- Oleh Ljaško, politico e giornalista ucraino (Černihiv, n. 1972)
- Oleh Tjahnybok, politico ucraino (Leopoli, n. 1968)

## Pugili(1)
- Oleh Kyrjuchin, ex pugile ucraino (Mariupol', n. 1975)

## Registi(1)
- Oleh Sencov, regista e scrittore ucraino (Sinferopoli, n. 1976)

## Scacchisti(1)
- Oleh Romanyšyn, scacchista ucraino (Leopoli, n. 1952)

## Schermidori(1)
- Oleh Šturbabin, schermidore ucraino (n. 1984)

## Tuffatori(2)
- Oleh Kolodij, tuffatore ucraino (Mykolaïv, n. 1993)
- Oleh Serbin, tuffatore ucraino (Zaporižžja, n. 2001)

## Violinisti(1)
- Oleh Krysa, violinista sovietico (Uchanie, n. 1942)